# Vladimír Vogeltanz
Vladimír Vogeltanz (* 1953 v Plané u Mariánských Lázní) je český etikoterapeut, vzděláním a původní praxí lékař, pokračovatel etikoterapie a autor knih o etikoterapii.

## Život
MUDr. Vladimír Vogeltanz vystudoval medicínu na Univerzitě Karlově. Po studiích začal pracovat v oboru, získal dvě atestace v ORL lékařství a stal se zástupcem primáře nosního a krčního oddělení nemocnice ve Strakonicích (dnes Nemocnice Strakonice, a.s.). Jako lékař v nemocnici pracoval 15 let.
Od roku 1990 zkoušel zároveň i mnohé metody tzv. alternativní medicíny. Prošel a studoval mnoho zdrojů, pramenů. V roce 1993 byl za přednáškovou činnost pro laiky potrestán lékařskou komorou kvůli údajnému přečinu proti Etickému kodexu komory lékařské, opustil místo zástupce primáře, dal výpověď z pracovního poměru a opustil zdravotnictví – ukončil lékařskou praxi a z lékařské komory vystoupil, aby se mohl volně věnovat etikoterapii – jiné filozofii přístupu k lidskému zdraví, který definoval již zakladatel etikoterapie, československý lékař MUDr. Ctibor Bezděk (1872 - 1956). Název etikoterapie poprvé užil v knize Záhada nemoci a smrti : Etikotherapie – Léčení mravností (1931) doktor Bezděk.

## Cesta etikoterapie
Vladimír Vogeltanz filozoficky navázal na zakladatele etikoterapie MUDr. Ctibora Bezděka a na toto téma napsal tři knihy s názvem Co s doktorem, s pozdějším podtitulem Cesta etikoterapie, které jsou svou formou určené i široké veřejnosti. V první knize popisuje svou životní cestu od klasické, biologické a dle autora příliš materialistické medicíny k medicíně alternativní. U obou směrů však došel k závěru, že mají jednoho společného jmenovatele, a to aktivitu léčícího a pasivitu nevědomého nemocného. Posléze se proto dopracoval k etikoterapii, která má v sobě zabudováno principiální morální a duchovní krédo, které má vést nemocného k aktivnímu vyléčení se za jeho vlastního přičinění. Napsal také předmluvu k vydání knihy MUDr. Ctibora Bezděka Záhada nemoci a uzdravení – Etikoterapie II.

## Veřejné působení
Kromě samotné praxe etikoterapeuta a autorství knih začal Vladimír Vogeltanz pořádat i semináře etikoterapie a předávat tak své znalosti dál. Návrhy na novou koncepci zdravotnictví poslané několika ministrům zdravotnictví nebyly akceptovány. Byl také pozván do řady rozhovorů či veřejných debat a podobně, např. vystoupil na téma etikoterapie na 5. ročníku České konference v Kutné Hoře v červenci 2013, vystoupil v dílu pořadu České televize Čas pro rodinu s názvem Nemoc není náhoda (2002). V roce 2015 vystoupil v debatě Duše K v Divadle Kampa s českým hercem Jaroslavem Duškem, se kterým veřejně debatoval také ve Šmidingerově hnihovně Strakonice v listopadu 2016 v rámci pásma rozhovorů Vícehlasy na téma o alternativách pohledů na svět. V roce 2018 byl hostem Českého rozhlasu Dvojka v pořadu Noční Mikrofórum a dvakrát byl hostem Českého rozhlasu Pardubice, a to v roce 2010 v pořadu Rozhlasová apatika a v roce 2012 v pořadu Máme hosty. Své názory také dává najevo ve svých textech a článcích, které zveřejňuje na svém webu. V roce 2019 a 2020 byl hostem české herečky a moderátorky Gabriely Fillipi. V roce 2020 byl hostem pořadu KaR Anténa českého písničkáře a básníka Jiřího Smrže.

## Dílo
- Co s doktorem : Cesta etikoterapie
- Co s doktorem 2 : Cesta etikoterapie
- Co s doktorem 3 : Cesta etikoterapie

Spoluautorství knihy (slovo závěrem):
- Trvalé zdraví jako cíl zdravotního systému